# 54-я истребительная авиационная дивизия
54-я истребительная авиационная дивизия, иногда она же 54-я истребительная авиационная дивизия ПВО — воинское соединение вооружённых СССР в Великой Отечественной войне.

## История
В составе действующей армии с 22 июня 1941 года по 7 июля 1941 года.
На 22 июня 1941 года управление дивизии базировалась в Левашово; полки, входящие в состав дивизии базировались на аэродромах на Карельском перешейке и Лезье. Полки, входящие в дивизию, в основном на момент начала войны, находились в процессе формирования.
В течение конца июня - начала июля 1941 года дивизия действовала в Прибалтике и Псковской области, а также на Карельской перешейке
7 июля 1941 года обращена на формирование 7-го истребительного авиакорпуса ПВО

## Состав
- 26-й истребительный авиационный полк
- 157-й истребительный авиационный полк
- 191-й истребительный авиационный полк
- 192-й истребительный авиационный полк
- 193-й истребительный авиационный полк
- 194-й истребительный авиационный полк
- 195-й истребительный авиационный полк

## Подчинение
| Дата            | Фронт (округ)  | Армия | Корпус | Примечания |
| --------------- | -------------- | ----- | ------ | ---------- |
| 22.06.1941 года | Северный фронт | -     | -      | -          |
| 01.07.1941 года | Северный фронт | -     | -      | -          |

## Командиры
- Симоненко, Семён Яковлевич,  полковник